# Château d'Introd
Le château d'Introd (en italien : Castello di Introd) est un château valdôtain. Il se situe dans la localité Plan d'Introd, à Introd, en Vallée d'Aoste.

## Histoire
Les origines du château d'Introd remontent au XIIe siècle. Il fut bâti suivant une structure simple avec un donjon central carré entouré d'une enceinte. Pierre Sarriod d'Introd le fit agrandir en 1260, puis des modifications ultérieures eurent lieu au XVe siècle qui arrondirent le château.
Deux incendies, le premier dans la seconde moitié du XIXe siècle et le second au début du XXe, rendirent nécessaires des travaux de restauration. Dans le second cas, ils furent accomplis par l'architecte Jean Chevalley et commandés par le propriétaire de l'époque, le chevalier Gonnella.
Un grenier de style renaissance se situe en face du château. Il est entièrement en bois avec deux magnifiques portails en fer forgé. À proximité se trouve l'écurie dénommée l'Ôla.
Aujourd'hui le château d'Introd appartient aux comtes Caracciolo de Brienza et il est géré par la Fondation Grand-Paradis.
Le salon est décoré avec des fresques. En haut près du plafond on trouve des scènes représentant chacune un arbre différent, au-dessus desquelles il y a du papier peint en trompe-l'œil.

## Galerie de photos

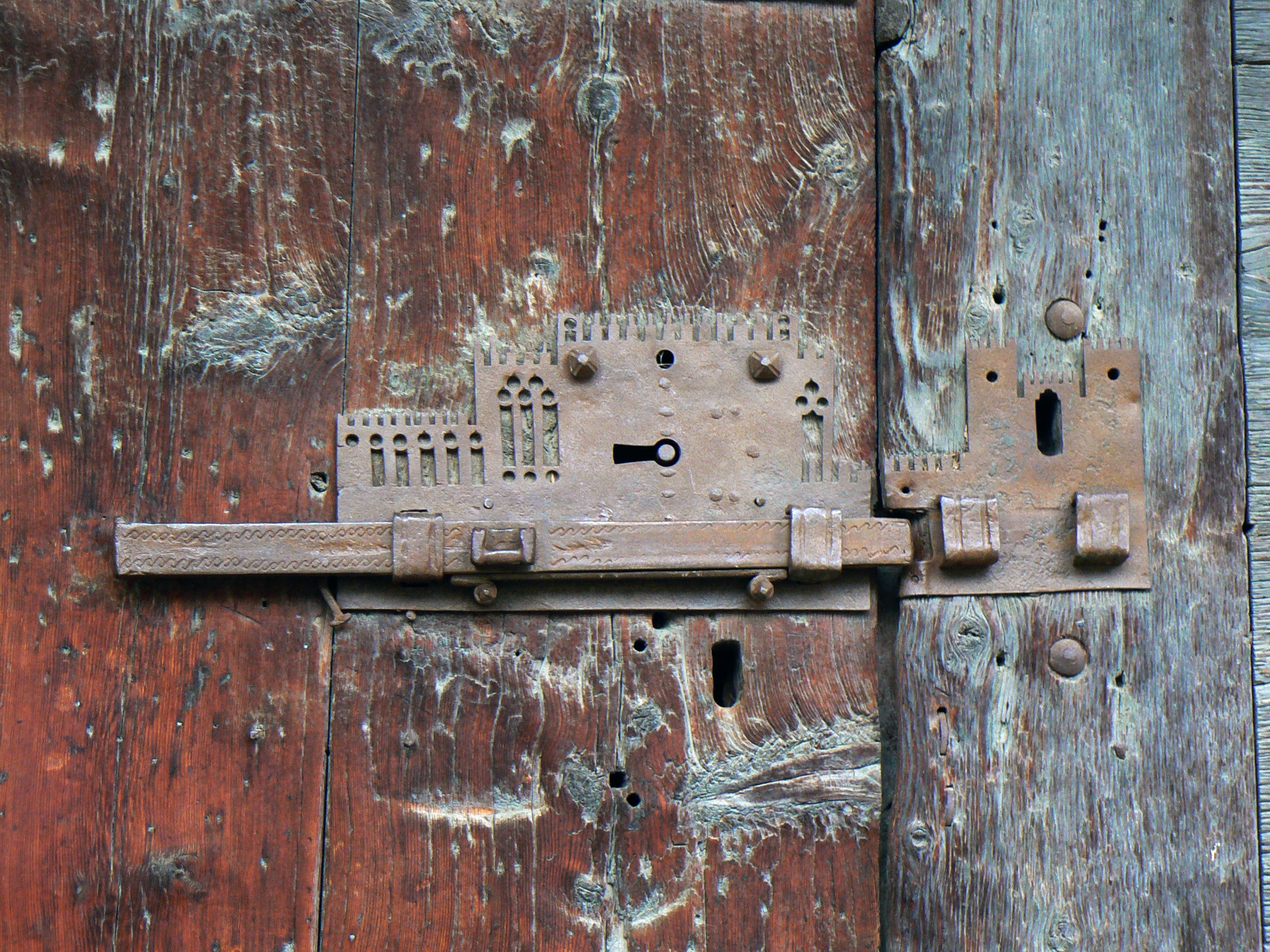
La serrure du grenier.
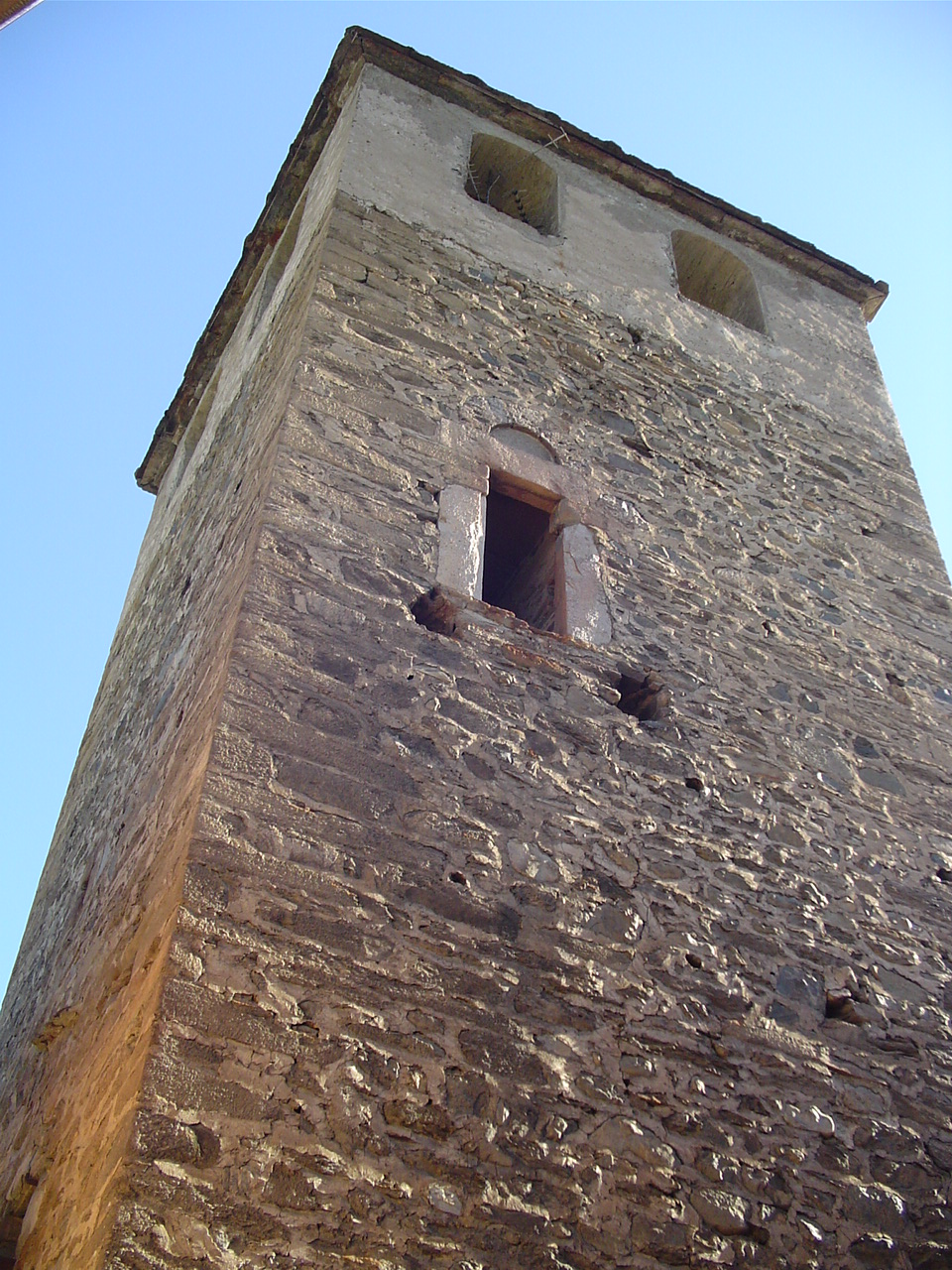
Le donjon.
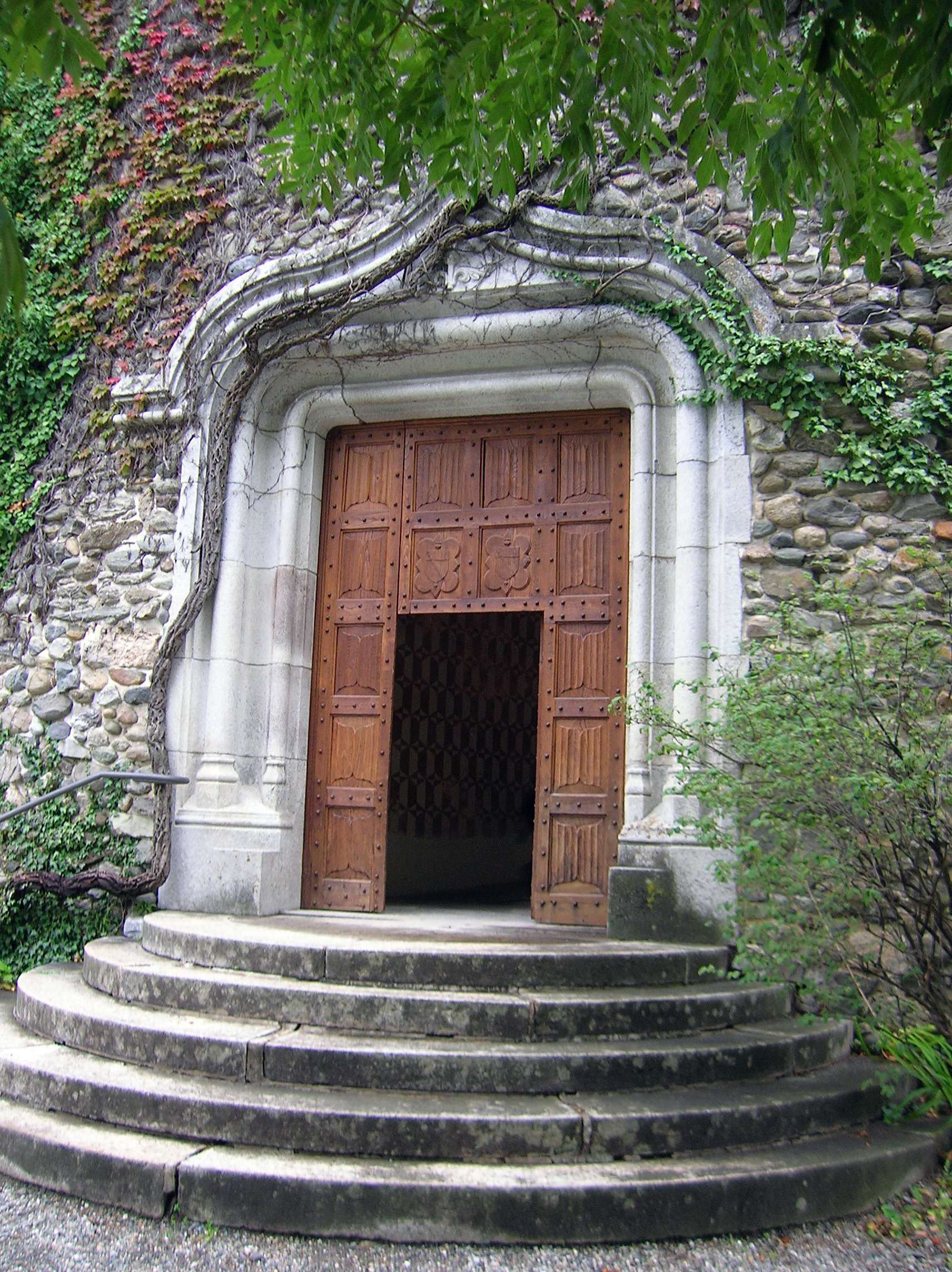
Le portail d'entrée, une copie du portail du château d'Issogne. L'escalier est une copie de celle du château de Fénis.
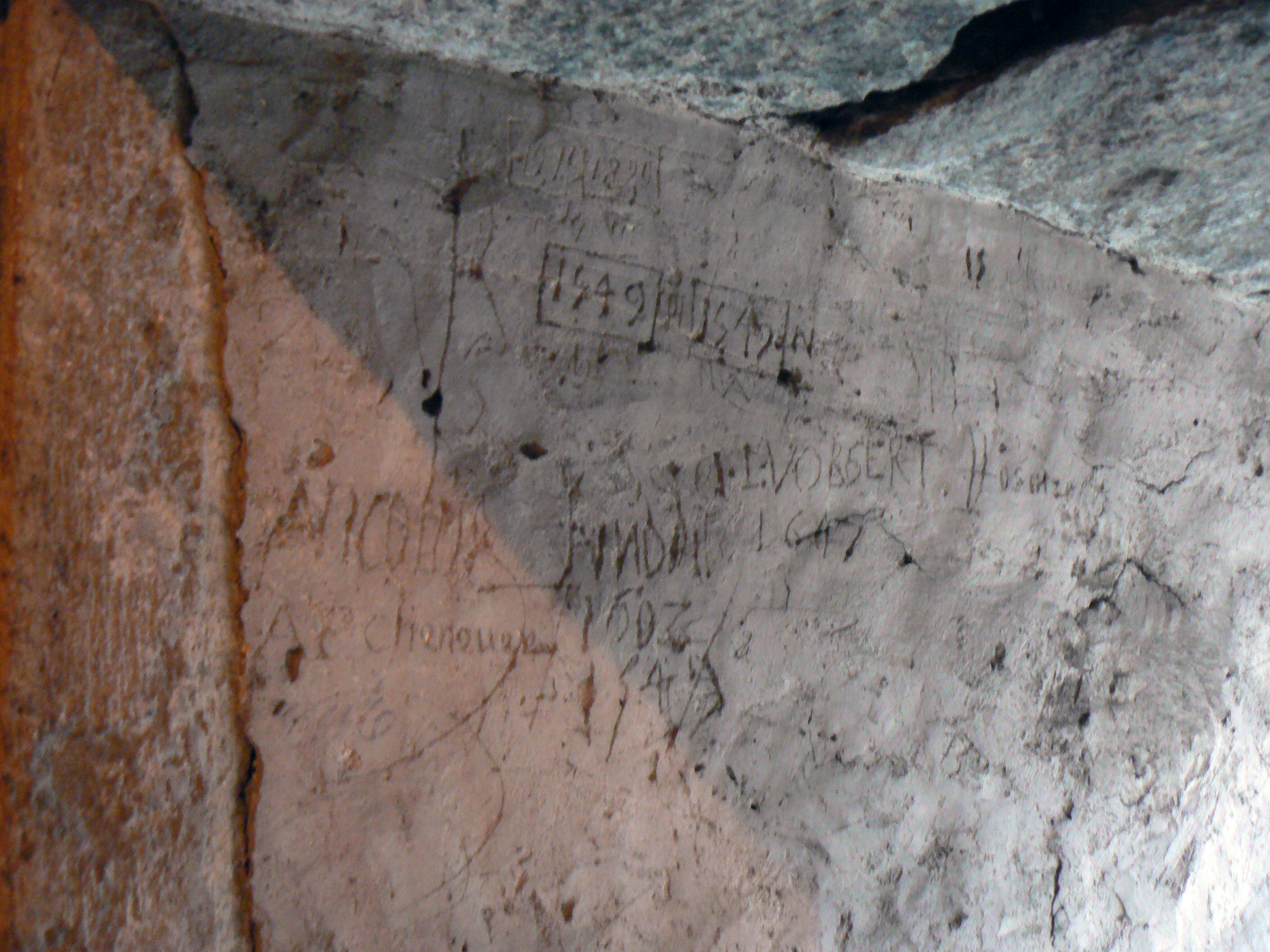
Graffiti du XVIe siècle à l'intérieur du donjon avec les dates les plus anciennes du château.
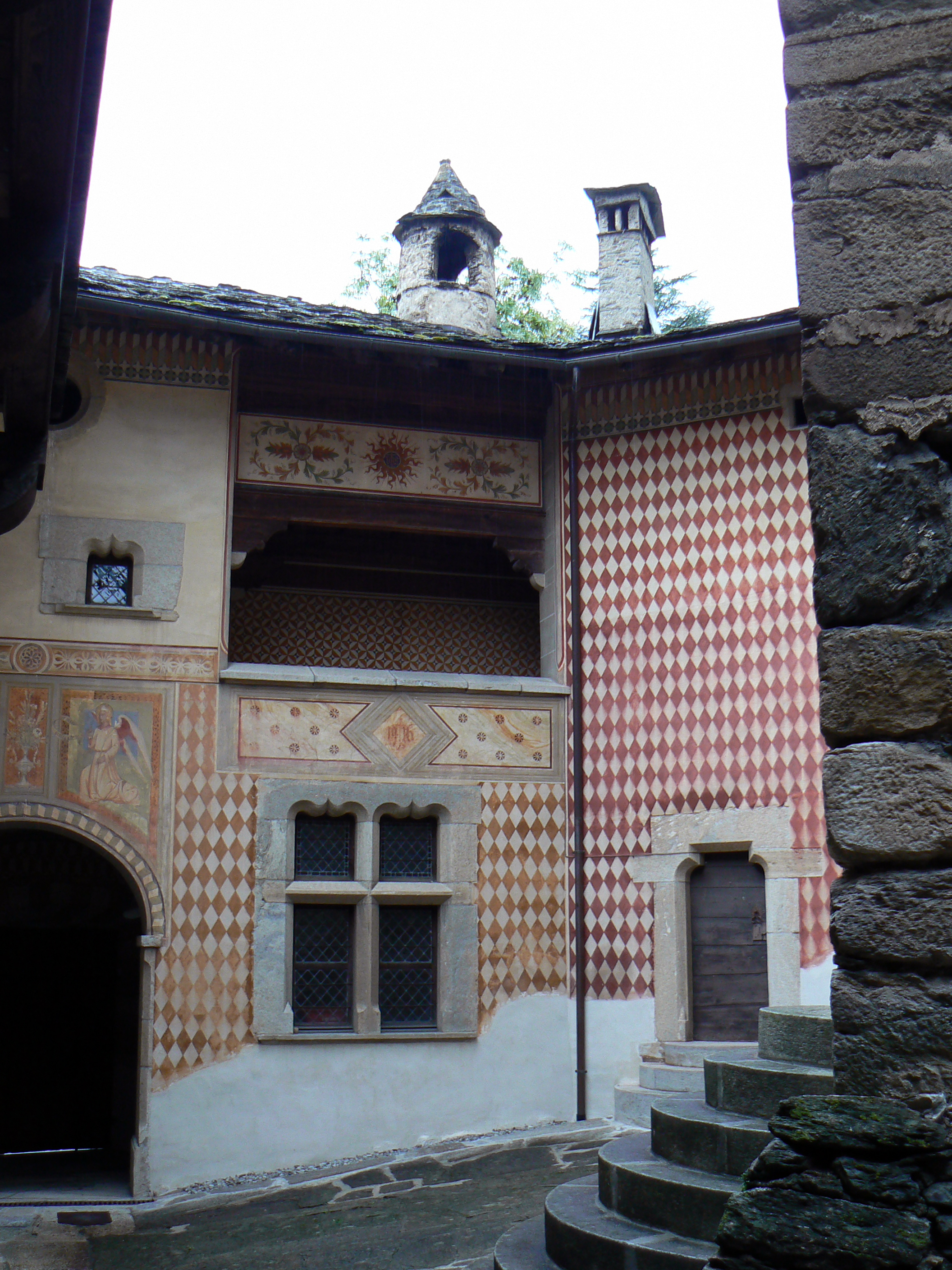
La cour et ses fresques, dont plusieurs sont inspirées de celles du château de Fénis.
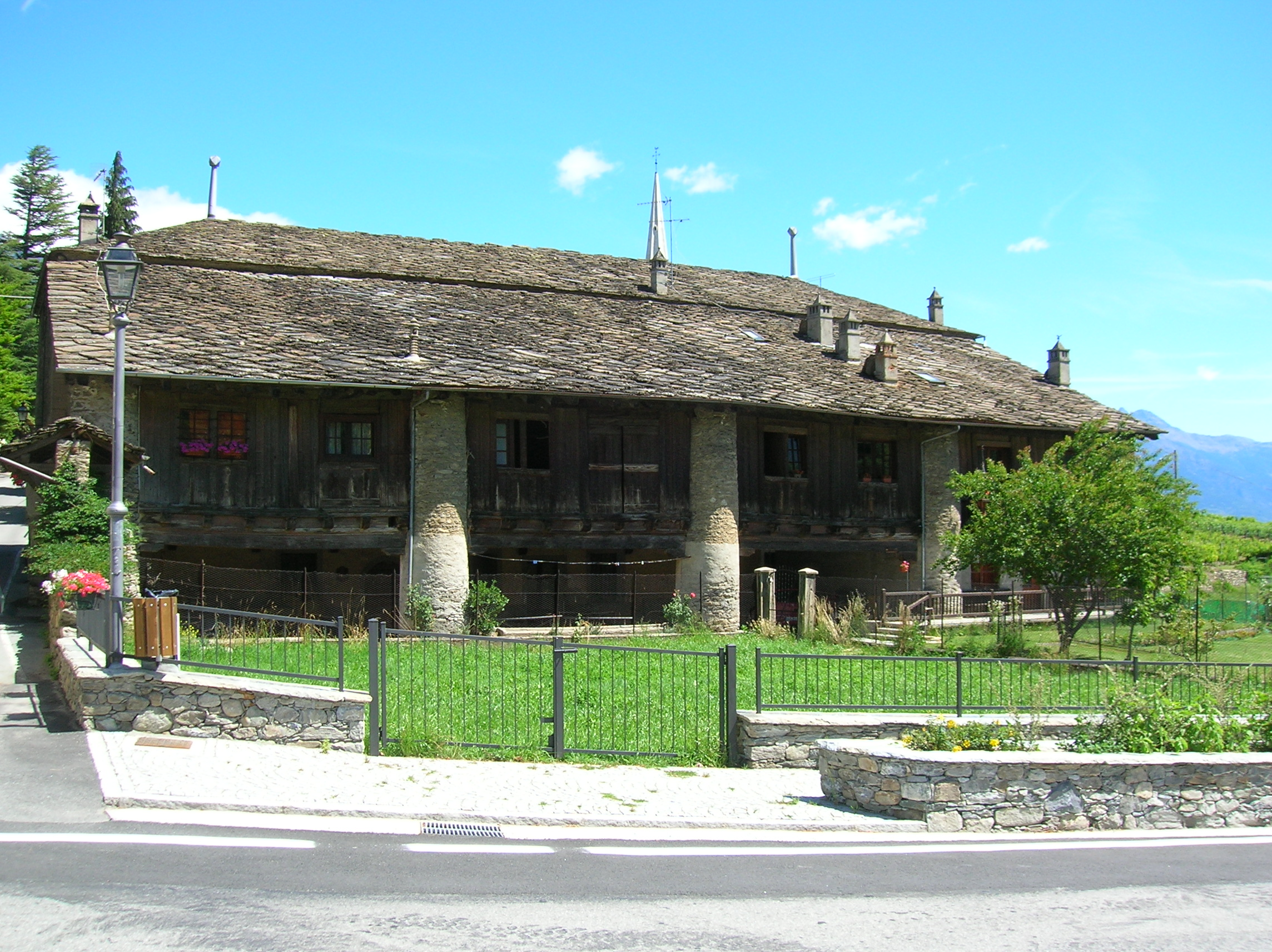
L'Ôla, l'écurie du château, exemple typique de l'architecture rurale valdôtaine, modèle pour les gares ferroviaires de la ligne Aoste - Pré-Saint-Didier (haute Vallée d'Aoste).
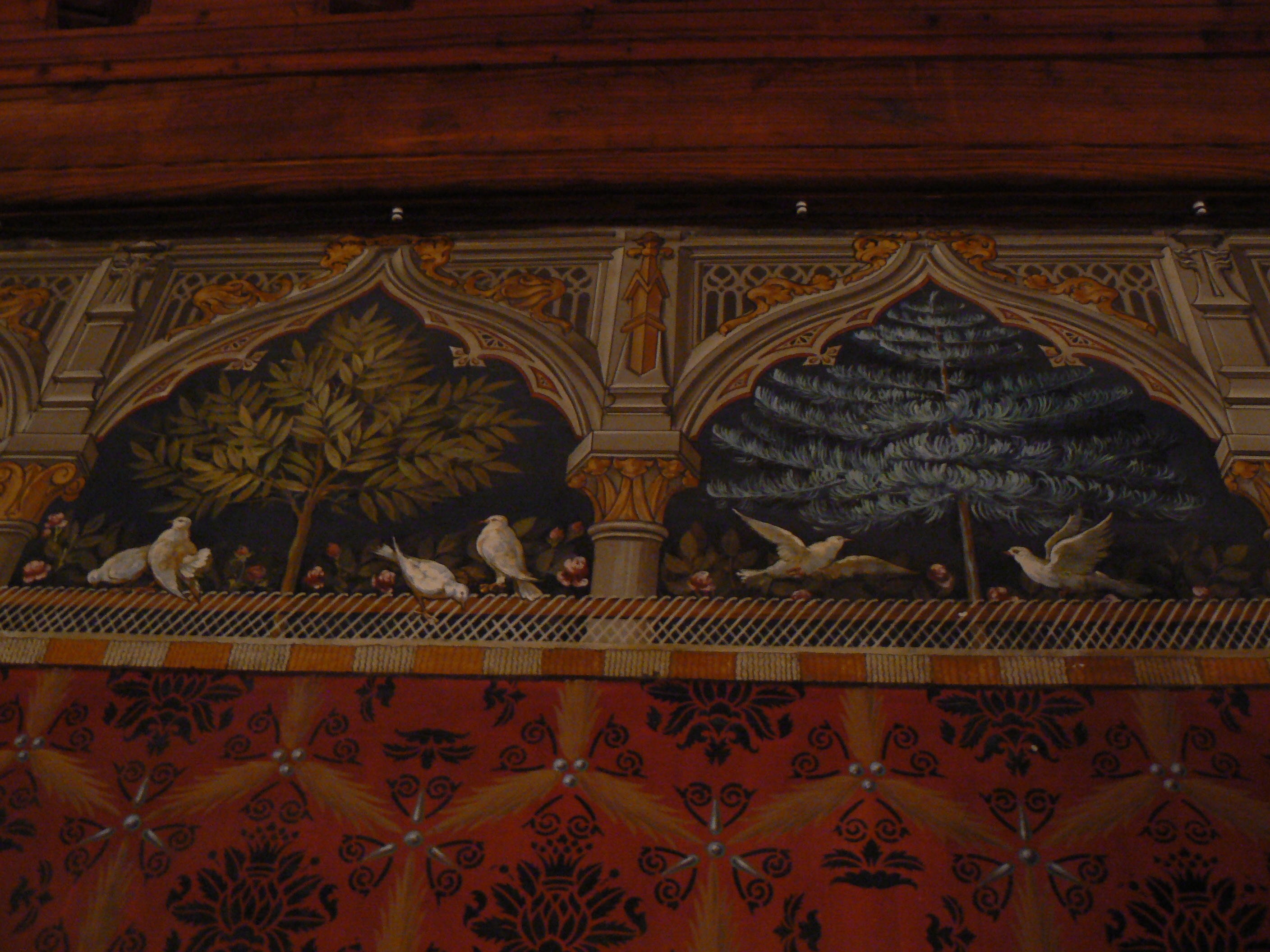
Les décorations du salon.